# Pedro Estrada-Monzón Rivera

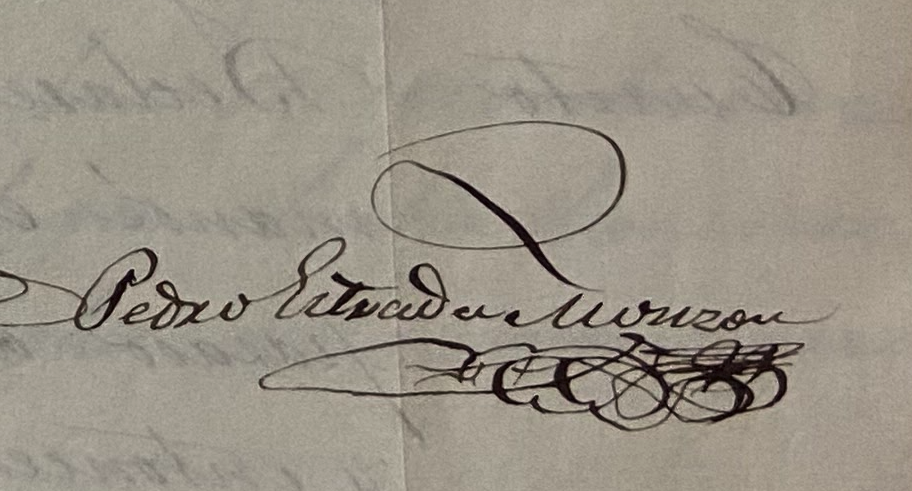
Rúbrica de Pedro Estrada-Monzón Rivera 1878

Pedro Estrada-Monzón Rivera (Quetzaltenango, Guatemala, 12 de enero de 1817 - Quetzaltenango, 14 de enero de 1880) fue un político y funcionario público guatemalteco, conocido por su participación en la administración municipal de Quetzaltenango durante el siglo XIX. A lo largo de su vida ocupó varios cargos importantes, incluyendo el de Alcalde Primero, y fue una figura clave en la vida política y social de la ciudad.

### Reseña biográfica
Pedro Estrada-Monzón nació en una familia prominente de Quetzaltenango. Su padre, Anastasio Estrada, fue Alcaide de la Cárcel de Quetzaltenango, y su madre, Antonia Rivera, desempeñó un papel central en la preservación del patrimonio familiar. La familia Estrada-Monzón tuvo una larga tradición de servicio público y contribuciones a la educación en la región.
Tuvo varios hermanos, entre ellos Ambrosio Estrada-Monzón, quien, aunque criticado por su juventud, ocupó el cargo de Sexto Regidor en la Municipalidad de Quetzaltenango en 1850. Rosendo Estrada-Monzón, por su parte, trabajó como portero municipal y Guarda de la Garita de San Mateo, desempeñando funciones clave en el control del comercio en la ciudad. Mariano Estrada-Monzón, otro de sus hermanos, fue sacerdote y académico, y se desempeñó como catedrático en el Colegio Seminario Tridentino y profesor de Teología y Bellas Artes en Guatemala.

### Carrera pública
Pedro Estrada-Monzón comenzó su carrera en la administración pública en 1856, cuando fue elegido Regidor Cuarto de la Municipalidad de Quetzaltenango. A lo largo de los años, ocupó diversos cargos, incluyendo el de Juez de Policía, Conservador de Fincas y Jefe del Cantón de San Nicolás. Durante su tiempo en la municipalidad, lideró la respuesta ante la epidemia de viruela que afectó a la ciudad en 1856 y participó en importantes proyectos de reconstrucción, como la renovación de la iglesia parroquial.
En 1857, fue nombrado Alcalde Primero de Quetzaltenango, cargo desde el cual dirigió las operaciones municipales durante la crisis regional provocada por la amenaza del filibustero William Walker. Su capacidad de liderazgo y compromiso con la comunidad lo consolidaron como una de las figuras más respetadas de la política local.

### Vida personal
A lo largo de su vida, Pedro Estrada-Monzón mantuvo una estrecha relación con la Iglesia Católica, lo que le permitió acceder a una educación avanzada en la capital de Guatemala. Aunque no siguió una carrera religiosa, su conexión con el clero fue importante tanto en su formación académica como en su red de contactos políticos.
Estrada-Monzón tuvo varios hijos, algunos de los cuales fueron legitimados en un proceso legal en 1877, entre ellos Manuel Estrada Cabrera, presidente de la República; y Francisco Estrada Cabrera. Su vida privada estuvo marcada por relaciones complejas, tanto familiares como personales, lo que se refleja en las anotaciones marginales de su certificado de bautismo.